# 20.12
«20.12» («Двадцать двенадцать») — семнадцатый студийный альбом рок-группы «Алиса», вышедший в сентябре 2011 года. Первые продажи диска начались на автограф-сессиях Константина Кинчева, которые прошли 25 сентября в Москве и 26 сентября в Санкт-Петербурге. В «20.12» много клавишных партий, поэтому он был сделан практически усилиями двух участников группы: Константина Кинчева и Дмитрия Парфёнова.
По словам Константина Кинчева, технологически альбом является логичным продолжением вышедшего в 2010 году альбома «Ъ». Также лидер группы «Алиса» рассказал, почему «20.12» вышел именно в 2011 году:

«Так наоборот, было искушение не опоздать. Потому что если он вышел бы в двенадцатом году, то это уже как бы немножко с точки зрения журналистики вчерашняя новость. А мы с опережением идём и выпускаем в конце 11 года. Чтоб весь 12-й год работал. Первую песню я написал по-моему в декабре 2009-го. Альбом выходит вот осенью 11-го. „Твёрдый знак“ был записан, просто чего на месте-то стоять? Тем более если процесс увлекает и песни идут. Для меня он абсолютно логичное продолжение альбома „Твёрдый знак“. По процессу технологическому».

В 2013 году альбом был переиздан на грампластинке, тираж напечатан в Германии.

## Об альбоме
31 марта 2011 года на встрече с молодёжью в Центральном доме журналиста в рамках «Православного лектория» Константин Кинчев сказал, что новый альбом уже записан, но ещё не сведён. Тогда же впервые было озвучено название будущего альбома — «Двадцать двенадцать». Ранее, до того, как была написана одноимённая песня, рассматривался и другой вариант названия: «Война и Мир»: «Скажем так: в этом альбоме я выражаю определённые претензии к миру. В нём будет песня „Война“ и песня „Мир“. Возможно, я его так и назову — „Война и мир“». Весь альбом был сделан практически вдвоём: усилиями Константина Кинчева и Дмитрия Парфёнова, лидер «Алисы» работал в программе «Logic».
Далее участники «Алисы» ждали, пока у немецкого саунд-продюсера Джема выделится свободное время для работы над материалом. 4 августа Кинчев, Левин и Парфёнов отправились в Германию на сведение альбома. По непредвиденным обстоятельствам музыканты приступили к работе только 16 числа и за один день свели сразу четыре песни. 19 августа закончилось сведение, был произведён мастеринг, и на следующий день музыканты отправились домой. В один из этих дней квартиру, где остановились музыканты, обокрали: пропали кредитные карты местных хозяев и 2000 евро, при этом конверт с главной денежной суммой в сумке Константина Кинчева остался незамеченным.
Альбом вышел в свет 25 сентября. В этот день подарочное издание «20.12» можно было приобрести в клубе «P!PL» в Москве, а также 26 сентября в ДС «Юбилейный» в Санкт-Петербурге во время автограф-сессии Константина Кинчева.

## Оформление
В центре обложки альбома изображена девочка, держащая в руке пять красных воздушных шаров. На первых двух шарах — надпись «20», на третьем — знак молнии, и на последних двух — надпись «12». По словам И. Смирнова, девочка символизирует «хрупкости бытия». Изображение девочки с шарами нанесено и на самом диске. Оформлением обложки занимался В. Цветков (J group).
Подарочное издание альбома оформлено в виде DigiBox. Внутри книжки в рамках двенадцати страниц представлены сведения об исполнителях, тексты песен и рисунки.
Эпиграфом к буклету альбома стал стих из книги Откровения святого апостола Иоанна Богослова (глава 20: стих 12):
«И увидел я мёртвых, малых и великих, стоящих пред Богом, и книги раскрыты были, и иная книга раскрыта, которая есть книга жизни; и судимы были мёртвые по написанному в книгах, сообразно с делами своими».
 Эпиграф представлен на первой странице буклета, под ним можно увидеть надпись «2012» в стиле граффити.
Такая же надпись «2012» в стиле граффити изображена и на оборотной стороне обложки альбома.

## Список композиций
Слова и музыка всех песен — Константин Кинчев.
| №   | Название       | Текст песни       | Музыка                    | Длительность |
| --- | -------------- | ----------------- | ------------------------- | ------------ |
| 1.  | «Арифметика»   |                   |                           | 3:00         |
| 2.  | «Шейк»         |                   |                           | 5:07         |
| 3.  | «Руны»         |                   |                           | 5:09         |
| 4.  | «20.12»        | Константин Кинчев | Der Graf, Хённинг Ферлаге | 3:55         |
| 5.  | «Война»        |                   |                           | 6:01         |
| 6.  | «Прыть»        |                   |                           | 4:00         |
| 7.  | «Капля Солнца» |                   |                           | 4:17         |
| 8.  | «Качели»       |                   |                           | 5:45         |
| 9.  | «Пульс»        |                   |                           | 3:39         |
| 10. | «Вода и Вино»  |                   |                           | 4:17         |
| 11. | «Мир»          |                   |                           | 5:17         |

## Песни
30 сентября 2011 года на «Нашем радио» в течение дня звучали песни с нового альбома, а также комментарии Константина Кинчева к ним. Спустя 2 дня — 1 октября на официальном сайте группы «Алиса» была размещена полная версия разговора на «Нашем радио» в преддверии радиопрезентации альбома 20.12. В полной версии разговора так же даются комментарии к песням «Шейк» и «Капля Солнца», которые не попали в эфир:
- «Арифметика» — появилась на свет после того, как дочка Константина Кинчева получила в университете задание прочитать дневники Эфроса. Первыми книгу прочитали её родители, в результате чего появилась эта песня[4]. В песне ведётся счёт от одного до восьми и от восьми до одного, восьмёрка символизирует вечность[9].
- «Шейк» как название песни возникло спонтанно. Танец юности автора является метафорой «импульса для того, чтобы жить»[4].
- «Руны»  —

«Это мои руны. А я себя напрямую ассоциирую с Севером. Я вообще считаю, что мы — северный народ, и географически неправильно делить нашу страну на Евразию, как сейчас модно. Как сейчас министр обороны вообще сказал. Вычеркнув название нашего государства, он сказал, что мы многонациональное евразийское государство. Мне как-то в таком государстве жить не хочется. Я хочу жить в северной стране под названием Русь. Знать свою историю, гордиться своей национальностью, своей культурой».
- «20.12» — премьера песни состоялась 2 сентября в программе «Чартова Дюжина» в эфире «Нашего Радио». Перед трансляцией Константин Кинчев рассказал историю её создания. Автор музыки к песне — Граф из группы «Unheilig»[10]. Группа «Алиса» предоставила немецкому музыканту свою версию композиции, и она не вызвала у него нареканий. После этого в течение полугода велись переговоры с Universal, в результате чего «Алиса» стала законным правообладателем фонограммы[11].

«Двадцать-двенадцать. Это не будущий год. Можно подумать и так, конечно, но прочтений масса, и я предоставляю свободу прочтения каждому слушателю. Эта календарная дата наступит. То есть следующий год будет — это само собой. А что он возьмёт — откуда ж мне знать? Я не думаю, что это [конец света] ерунда, потому что любой христианин — он воспитан на том, что он ждёт конца света. Потом другое дело, что когда он наступит — не знает ни один человек. О дне и часе знает только сам Господь Бог. Но, бодрствовать и держать себя в ощущении готовности — ну так, полезно для человека. И эта песня о том, что, в общем, полезно помнить о том, что это может возникнуть в одночасье и может застать тебя врасплох».

- «Война» — замысел песни — показать, как начинаются локальные и мировые конфликты, когда люди не хотят слушать друг друга. Чтобы показать это третий припев был создан наложением первого на второй. В записи песни приняла участие Людмила (Тёща) Махова из группы «Дайте2»[4].
- «Прыть» была написана с «безысходным утверждением».

«А потому что, кто окунулся в эту реку лжи, зависти, стяжательства и человеконенавистничества, чем от обычных людей отличаются государственные мужи, им за всё и ответ держать надо будет. А как же ещё?».
- «Капля Солнца» была написана в форме обращения к «государю».

«Властьимущие живут в башне из слоновой кости и видят мир искаженным. Это королевское кривозеркалье. Любая власть этому подвержена. Нет ни одного нормального государства на земле. И быть не может. Потому что люди нормальные быстро превращаются в какие-то собственные тени. Был человек, а стал своей тенью, и тень начинает доминировать. Всё человеческое пропадает, и появляется государственный муж, он рулит процессами, а это так интересно, это же колоссальная работа. С другой стороны, было бы всё проще, если б я знал, как рулить процессом. Одно я понимаю точно — если ты попадешь во власть, или она тебя съедает, или ты становишься как они. Любой порядочный человек, который хочет изменить ситуацию к лучшему, через месяц начинает лоббировать интересы нескончаемых потоков, которые его заносят, заносят, заносят».
 Строчка «жажда жизни в капле солнца» подразумевает надежду на изменение .
- «Качели» — развивалась из арпеджио на клавишах. В замысел входило совместить блюз и электронную музыку. Впоследствии в середине песни был прочитан рэп[4].
- «Пульс» — был написан последним из всех остальных вещей на альбоме.

«То есть это уже такая констатация, горели леса там, всё-всё горело, и я ещё раз такую острастку жизненную…и просто зафиксировал событие, как это может происходить в одну секунду. Кто же ещё, как не молодость, выдержит эти катаклизмы и может быть ответственности напитается».
- «Вода и вино» написана как ощущение того, что группа «Алиса» занимается чудом, когда на каждом концерте доставляет радость людям, что и делал Христос при сотворении первого чуда, отчего пошло название композиции[4].
- «Мир», по словам автора, перекликается с «20.12». «И „Мир“, и весь альбом объединяется понятием бодрствовать. На самом деле, в этом альбоме ключевое слово — это игра. Жизнь, как игра, в которой, умея играть, должен соблюдать правила: не жульничать не мухлевать, не идти по трупам, а добиваться виртуозности в своей игре и тем самым устроить свою жизнь»[4]. Строчка «Все брали то, что хотели, я только то, что не взять» подразумевает нежелание заниматься сиюминутным и стремление брать что-то, связанное с вечностью[4].

## Участники записи
- Константин Кинчев — вокал, гитары, клавишные, программирование;
- Дмитрий Парфёнов — клавишные, гитары, программирование, бэк-вокал;
- Пётр Самойлов — бас-гитара, бэк-вокал;
- Евгений Лёвин — гитары;
- Игорь Романов — гитары;
- Андрей Вдовиченко — барабаны;

Приглашённые исполнители:
- Людмила Махова — голос (2, 5);
- Владимир Погорецкий — скрипка;
- Юрий Погорецкий — виолончель;
- Герман Цакулов — альт.

## Отзывы
Константин Кинчев назвал альбом «сбалансированным», добавив, что в нём «достаточно и лирики, и угара».
По словам директора «Алисы», в альбоме нашли компромисс «старое» и «новое» группы.

## Достижения
- Альбом вошёл в «50 самых продаваемых дисков 2012 года» в России (37-е место).[13]